# Fame (musical)
 For alternative betydninger, se Fame. (Se også artikler, som begynder med Fame)
Fame er en amerikansk musical, der er baseret på musicalfilmen af samme navn fra 1980. Den er blevet opsat under to forskellige titler. Den første, Fame – The Musical, blev udtænkt og udviklet af David De Silva, med manuskript af José Fernandez, musik af Steve Margoshes og tekst af Jacques Levy. Den havde premiere i 1988 i Miami. Den anden var Fame on 42nd Street, som blev opført Off-Broadway på Little Shubert Theatre on 42nd St. fra 2003 til 2004.
De Silva havde produceret den oprindelige film fra 1980 om en gruppe studerende på New York Citys High School of Performing Arts. Filmen blev en succes blandt kritikere og publikum, og den blev fulgt op med en tv-serie i seks sæsoner, samt musicalen, som er omskrevet meget i forhold til tidligere udgave, bl.a. med et næsten helt nye sange. Der bliver refereret til filmen flere gange i manuskriptet og i to af sangene.
Den handler om en gruppe studerende, der går på High School of Performing Arts. Blandt karaktererne er Carmen, der er besat af at blive berømt, den ambitiøse skuespiler Serena, komiker og bad boy Joe, den stille violinist Schlomo, den talentfulde men ordblinde danser Tyrone, den beslutsomme skuespiller Nick, den overvægtige danser Mabel og den fattige danser Iris.
Siden den første udgave af Fame – The Musical, er den blevet opsat af hundredvis af professionelle og amatører på en lang række sprog.